# Svend Aage Jensby
Svend Aage Jensby, né le 10 septembre 1940 à Aarhus (Danemark), est un homme politique danois, membre du parti Venstre et ancien ministre de la Défense.

## Biographie
Svend Aage Jensby obtient un diplôme en droit à l'université d'Aarhus en 1967. En 1971, il devient procureur adjoint à Aalborg, puis chef-adjoint de la police de la ville en 1976. Durant cette période, il donne également des cours de droit civil en qualité de professeur externe à l'université d'Aalborg. En 1986, il devient chef de la police de Hobro.
Engagé au sein du parti Venstre, il est élu député au Folketing lors des élections législatives de décembre 1990. En 1992, il devient le porte-parole de son groupe parlementaire pour les questions de défense. Il est réélu en septembre 1994 et en mars 1998,
Il remporte un quatrième mandat lors des élections législatives du 20 novembre 2001, qui marquent la victoire de son parti. Il est nommé ministre de la Défense dans le gouvernement formé par Anders Fogh Rasmussen le 27 novembre.
En avril 2004, il est accusé d'avoir divulgué des informations confidentielles sur le travail de la commission parlementaire du renseignement. À la suite des critiques pour cette affaire du Parti populaire danois, un parti soutenant le gouvernement, il annonce quitter le ministère, et est remplacé par Søren Gade.
En septembre 2004, il annonce qu'il ne sera pas candidat aux prochaines élections législatives. Il quitte donc le Folketing après le scrutin de février 2005.